# Сера (Асти)
Сера је насеље у Италији у округу Асти, региону Пијемонт.
Према процени из 2011. у насељу је живело 19 становника. Насеље се налази на надморској висини од 339 м.